# Jean-Paul Akono
Pour les articles homonymes, voir Akono (homonymie).
Jean-Paul Akono est un joueur puis entraîneur de football camerounais, né en 1952. Il a notamment été le sélectionneur de l'équipe du Cameroun championne olympique en 2000.

## Biographie
Jean-Paul Akono effectue sa carrière de joueur dans les années 1970. Il a participé à la Coupe d'Afrique des nations 1972. et a joué son unique match de qualification à la Coupe du monde de 1974 le 27 février 1973 à Kinshasa face au Zaïre (défaite 2-0).
Il commence sa carrière de sélectionneur en 2000, avec la sélection olympique camerounaise qui décroche son premier titre aux Jeux de Sydney. L'année suivante, il prend les rênes de l'équipe du Cameroun puis il entraîne l'équipe du Tchad en 2002-2003.
Le 13 septembre 2012, il est de nouveau nommé sélectionneur du Cameroun, en remplacement de Denis Lavagne. Son premier match est l'ultime match de qualification pour la CAN 2013. Malgré une victoire 2-1 face au Cap-Vert, le Cameroun ne se qualifie pas pour la compétition. Cette deuxième expérience à la tête de la sélection camerounaise s'effectue sans contrat de travail. Les discussions sur le salaire n'aboutissant pas, le 19 avril 2013 la Fecafoot lance un appel à candidatures pour prendre sa succession. Il est remplacé par l'allemand Volker Finke le 22 mai 2013.